# Abadía de Soleilmont

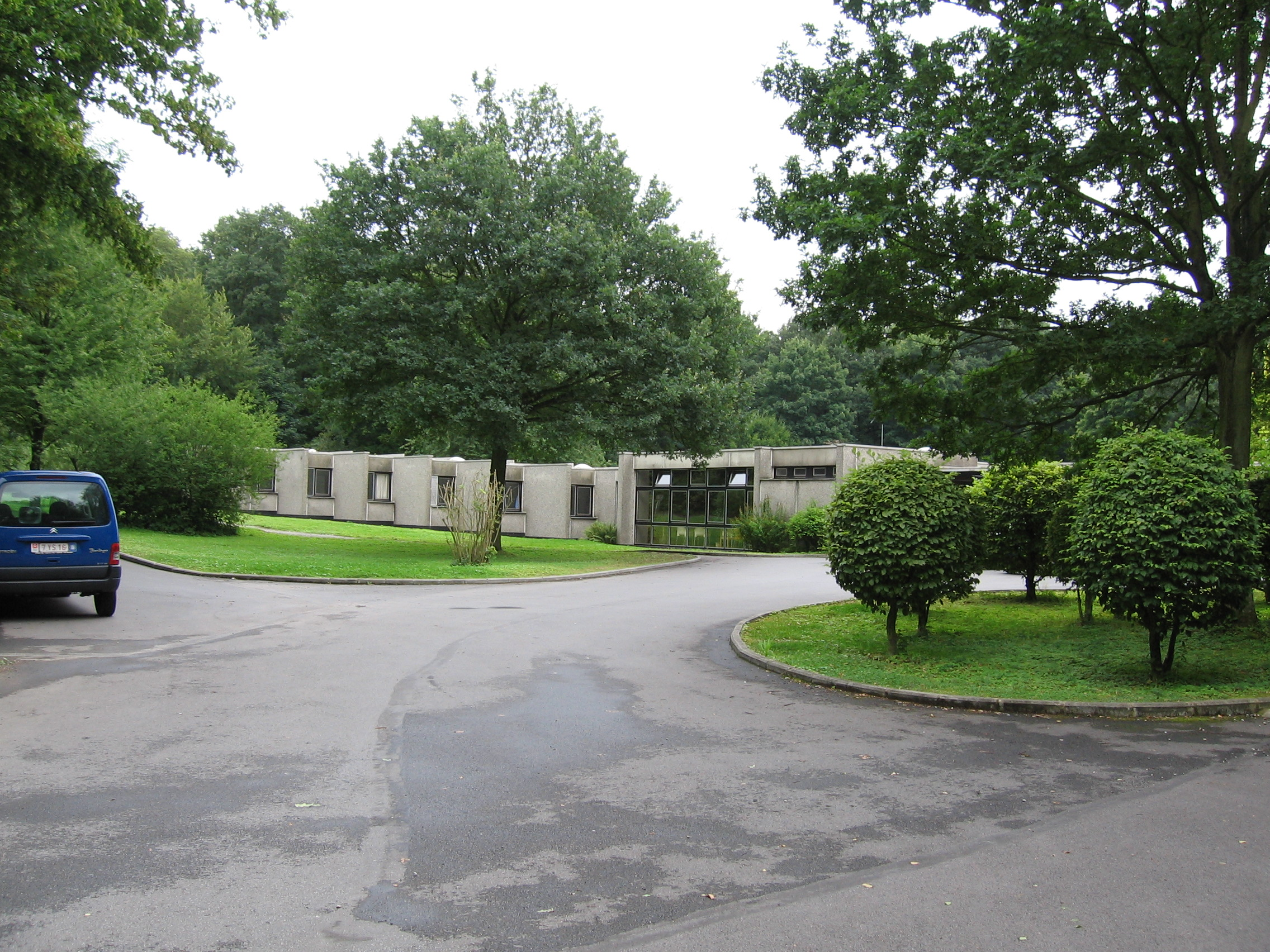
La abadía de Soleilmont fue reconstruida en el año 1973 en el bosque de Soleilmont (Gilly, Bélgica) después de ser destruida por un incendio.

La  abadía de Soleilmont (en francés: Abbaye Notre-Dame de Soleilmont) es una abadía de monjas trapenses (O. C. S. O., o el Orden Cisterciense de la Estricta Obervancia) situada en el bosque y la comuna de Fleurus, en Gilly cerca de Charleroi, Bélgica, fundada, según la tradición, en el siglo XI, convirtiéndose en cisterciense en 1237. Las monjas fueron expulsados como consecuencia de la Revolución francesa en 1796, pero pronto se reestablecieron en 1802. La comunidad se convirtió en bernardina en 1837, y en trapense, en 1919.

## Historia

### Fundación
De acuerdo a la tradición, la fundación de la abadía de Soleilmont presumiblemente tuvo lugar en 1088 por Alberto III de Namur, y la primera comunidad supuestamente consistió de las mujeres cuyos maridos se habían unido a Godofredo de Bouillon en la Primera Cruzada. Posiblemente fue fundada como un monasterio benedictino, pero es posible que las mujeres simplemente hubieran vivido como canónigas seculares y por lo tanto pudieron retomar su vida matrimonial, a la vuelta de sus maridos. La primera referencia registrada a un asentamiento religioso es en una carta de 1185.

### Cistercienses
En un documento fechado el 11 de enero de 1237, Balduino II de Courtenay, conde de Namur, solicitó que la Orden Cisterciense acogiera a la abadía de Soleilmont como una dependencia de la Abadía de Aulne, lo que debidamente hicieron. El 23 de marzo de 1238, el Papa Gregorio IX situó la abadía bajo la protección papal, y, al mismo tiempo, confirmó la escritura de transferencia de la abadía a los cístercienses.
Para asegurarse su petición Balduino confirmó la donación realizada por su madre, Yolanda de Hainaut, a la abadía de un estanque de peces, un molino y un prado, y aunque se realizaron posteriormente algunas donaciones más la abadía nunca se hizo especialmente rica. Debido a su escasez de recursos, las monjas fueron eximidas en 1640, por ejemplo, de pagar sus cuotas a la Orden del Císter, y su pobreza se menciona a menudo en las evaluaciones de los bienes que habitualmente se realizaban cuando se elegía una nueva abadesa.
Soleilmont estuvo afectada por la decadencia general en la vida monástica, que tuvo lugar a lo largo del siglo XIV, a tal punto que hacia 1414 se había decidido que la única opción era cerrar el monasterio. Como último recurso antes de su cierre, la nueva abadesa, Marie de Senzeille, fue enviado a Soleilmont desde la abadía de Marche-les-Dames, otro monasterio en el Condado de Namur, en un intento de restablecer el orden. Lo hizo tan bien que Soleilmont no sólo fue indultado, sino que se convirtió en un modelo a seguir para otras comunidades de monjas en el renacimiento de monasterios que tuvo lugar en el siglo XV.
Margot de Hainaut, que vivió en el siglo XV, célebre por sus habilidades como jugador en el jeu de paume, un antecedente de tenis, pasó sus últimos años como una monja en Soleilmont.

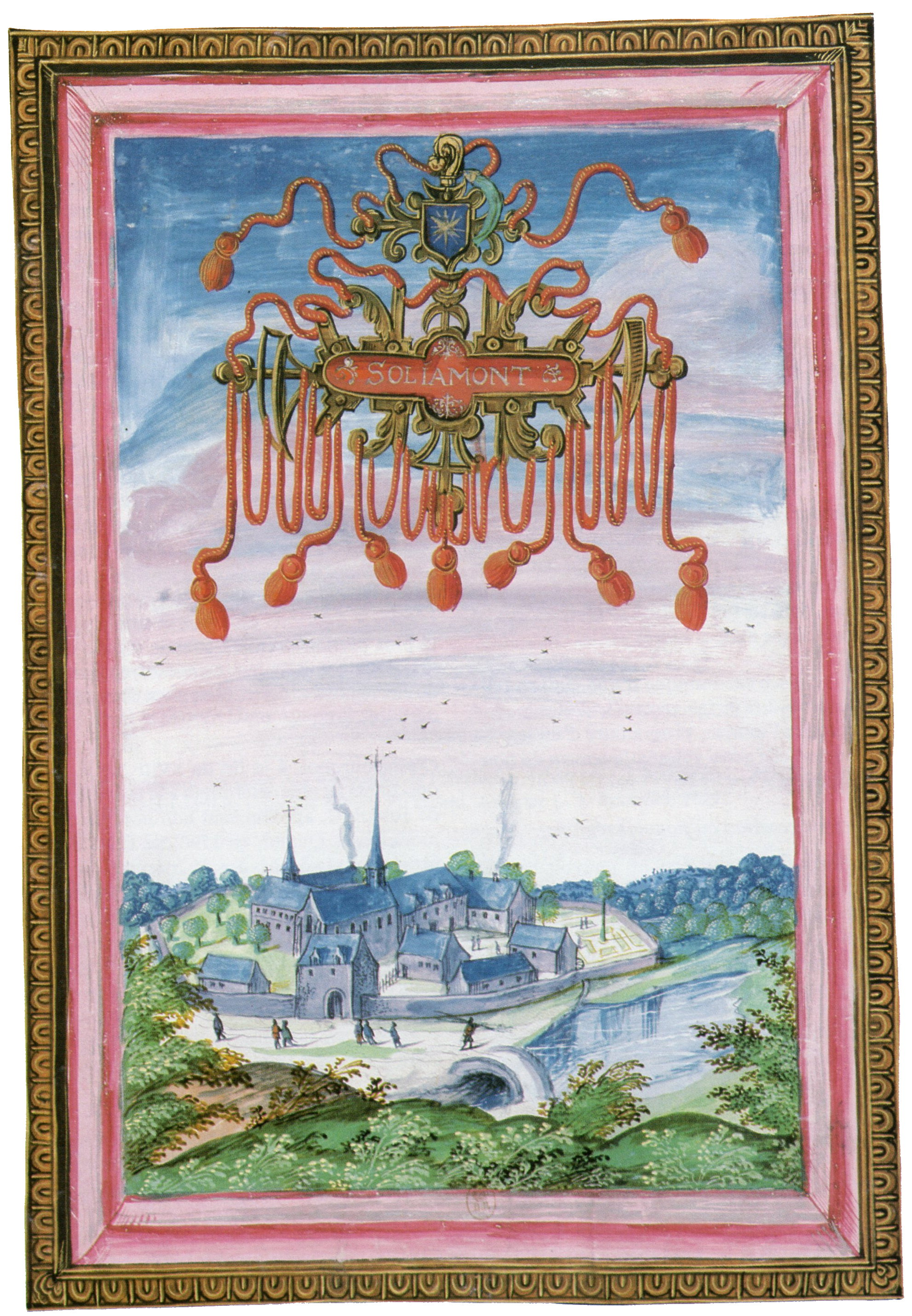
Abbaye Notre-Dame de Soleilmont à Gilly (1604). Álbumes de Croÿ, Bibliothèque Nationale, París.

En el siglo XVI hay que destacar a las abadesas Aod de Virsel y Madeleine Bulteau (dimitió en 1603), cuyo sucesor, Jacqueline Colnet (f. 1639), fue un amigo de Albert VII, Archiduque de Austria y su esposa, la Infanta Isabel de España, a quien le dio, de las reliquias de la abadía, un Clavo Santo. Ella fue principalmente recordada en la región, sin embargo, por acabar dos veces con los ataques de la Peste negra en la ciudad de Châtelet, en 1628, y de nuevo en 1636, por llevar por las calles la famosa imagen de Nuestra Señora de Roma.
Durante las guerras a finales del siglo XVII, las monjas de Soleilmont, como una comunidad pobre de mujeres desprotegidas, sufrieron el acoso y robo por parte de los soldados.

### Revolución Francesa
En 1775, Scholastique Daivier (f. 1805) sucedió como abadesa, siendo la última abadesa del Antiguo Régimen. En 1790, temiendo la llegada de los ejércitos revolucionarios, trasladó a la comunidad de Soleilmont, junto con las reliquias y la imagen de Nuestra Señora de Roma de la abadía, primero a la abadía de La Ramée y más tarde a Lieja. Sin embargo, creyendo que el traslado no estaba justificado por una buena causa, volvieron a Soleilmont en 1794, justo cuando estalló la Batalla de Fleurus , de 26 de junio de 1794, que se peleó, literalmente, entre los muros de la abadía.
En enero de 1797, las monjas fueron expulsados de la abadía, pero se les dio el uso de un château en Farciennes por su propietario, y por lo tanto pudieron permanecer juntas como una comunidad. Su benefactor también vigiló el destino de los edificios de la abadía, que, no obstante, fueron saqueados y quemados, y las adquirió en nombre de la comunidad, pudiendo devolvérselos, en condición de inquilinas, en 1802.

### Bernardinas
Las siguientes tres décadas fueron tiempos muy difíciles: la comunidad no tenía un duro, desmoralizada y envejecida, y pronto sólo se contaban cuatro monjas. En 1837, sin embargo, con la ayuda de las monjas cistercienses de la abadía de Marienlof en Borgloon, fueron capaces de volver a comprar su hogar, y, con el fin de generar ingresos, se abrió un internado para niñas. Al mismo tiempo, bajo la influencia de la cercana Aumôniers du Travail, se convirtió en una comunidad bernardina. Esto supuso un nuevo amanecer para Soleilmont, tanto espiritual como económicamente: atrajeron muchas vocaciones nuevas, y fueron capaces de restaurar y reconstruir los edificios de la abadía. Los tiempos de abundancia continuaron hasta la Primera Guerra Mundial, durante la cual, en 1916, la escuela tuvo que cerrar.

### Trappistines

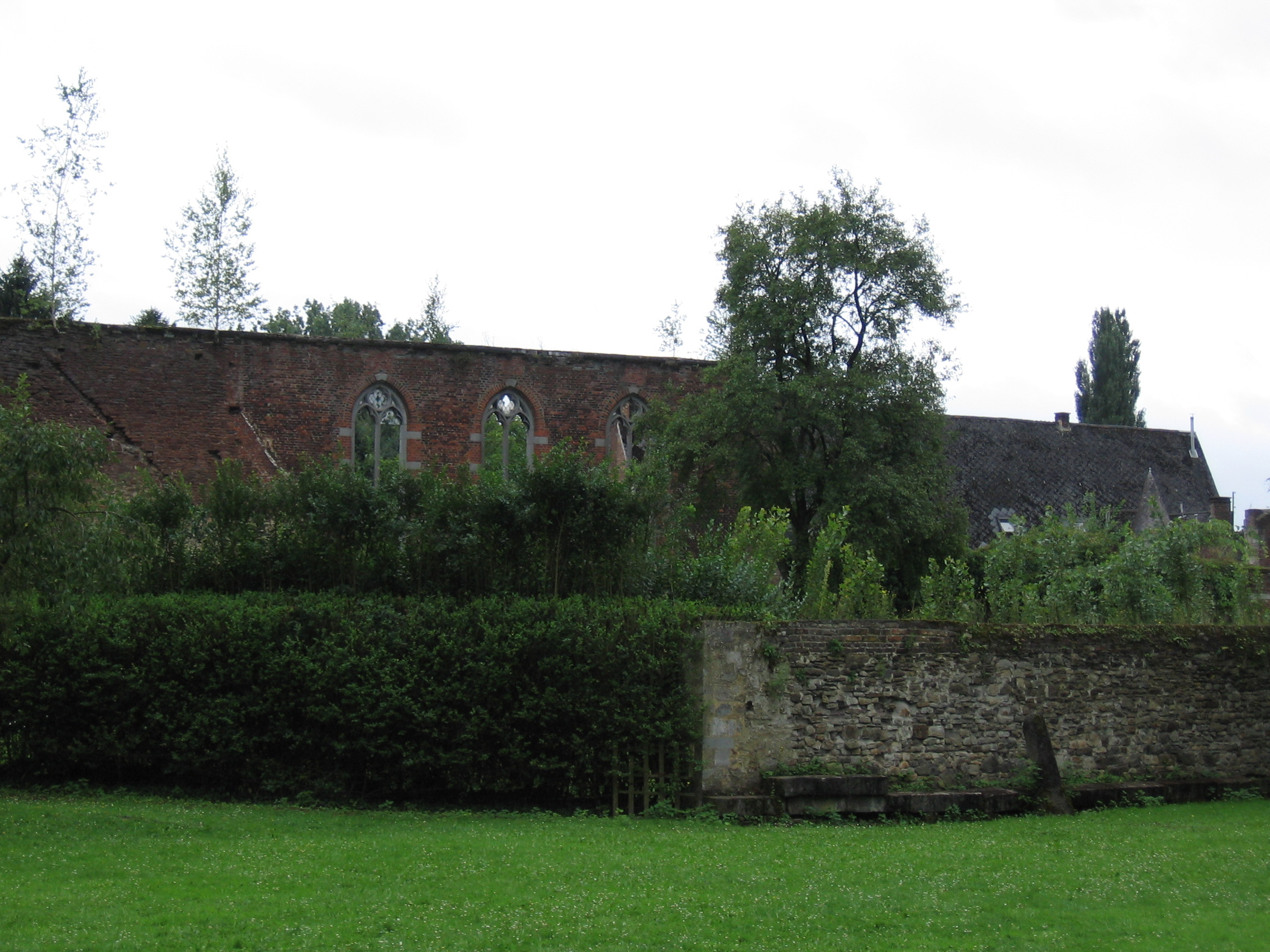
Ruinas de la iglesia de la abadía de Soleilmont, destruida en un incendio en 1963.

En 1919 el resto de las monjas regresaron al modo de vida ordinario de los cisterciense, y se unieron a la Orden de la Trapa en 1922, bajo la supervisión de la abadía de Westmalle, ya que su comunidad de monjes que las venía supervisando, la Abadía de Aulne, había dejado de funcionar. Bajo esta nueva dirección Soleilmont de nuevo floreció, hasta tal punto que en 1950 fueron capaces de proporcionar 13 monjas necesarias para fundar la nueva abadía de Brecht.
En la Nochebuena de 1963, la abadía se quemó por completo, justo después de los oficios nocturnos. Las monjas lograron rescatar los objetos de valor y no hubo heridos. Se construyó un monasterio completamente nuevo a un par de cientos de metros de las ruinas de la antigua abadía, en el bosque de Soleilmont, en un estilo totalmente moderno, y se terminó en 1973.

## Presente
La comunidad actual consta de 27 monjas y dirigen una granja y una panadería, y fabrican vestimentas litúrgicas. Sus productos están certificados por la Asociación Internacional Trapense, y pueden venderlos con la denominación de producto trapense o trapista (no llevan el sello de la AIT). Por otro lado las monjas tienen un taller de cerámica, un taller de pintura sobre seda y un taller de artesanía creativo.
Su casa de huéspedes tiene disponibles un total de 25 habitaciones para mujeres que deseen hacer un retiro espiritual.
Cada año, en el último domingo de agosto, la imagen de Nuestra Señora de Roma es llevada en procesión alrededor de Châtelineau en recuerdo de la protección recibida por esa ciudad en el año 1628 y 1636 en contra de los brotes de la Peste.
Soleilmont tiene un establecimiento bajo su dirección en Kerala, India.